# نینو آبسادز
نینو آبسادز (عبری: נינו אבסדזה‎؛ (به گرجی: ნინო აბესაძე)، زادهٔ ۱۲ آوریل ۱۹۶۵) یک سیاست‌مدار و روزنامه‌نگار اسرائیلی است، کسی که به عنوان یک عضو کنست برای کادیما مابین سال‌های ۲۰۰۹ و ۲۰۱۳ خدمت می‌کرد.